# Колос, Григорий Авксентьевич
Григо́рий Авксе́нтьевич Ко́лос (Ко́лосов) (5 января 1892, Каменец-Подольский уезд, Подольская губерния — 26 мая 1937, Москва) — советский государственный и военный деятель, революционер, большевик, участник гражданской войны.

## Биография
Родился 5 января 1892 года в селе Дмитренка Каменец-Подольского уезда Подольской губернии в семье крестьян.
До революции работал корректором столичной типографии, получил высшее образование, служил на железной дороге.
В 1917 году — председатель профсоюза железнодорожных служащих Екатерининской железной дороги, вступил в РСДРП(б). С марта 1918 года, во время германской оккупации, в подполье Екатеринослава, председатель железнодорожного ревкома и начальник боевого штаба Екатерининской железной дороги. В ноябре 1918 года — командующий повстанческими войсками Екатеринославо-Донецкого района, действовавшими против петлюровцев.
С апреля 1919 года служил в политотделах 2-й Украинской Красной армии и 14-й Красной армии. С июля 1919 года — член реввоенсовета и штаба, командующий партизанскими отрядами Лозово-Синельниковского района, командующий и начальник главного штаба повстанческих советских войск Левобережной и юго-восточной части Правобережной Украины, боролся с деникинщиной. Одновременно решением Симона Петлюры был назначен главным атаманом повстанческих войск УНР. В феврале-мае 1920 года — нарком внутренних дел УССР, с мая — особоуполномоченный особого отдела и штаба тыла Юго-Западного фронта, начальник отделения особого отдела фронта по борьбе с бандами Махно, с августа — в особом отделе 13-й армии, в аппарате РВС Южного фронта. В 1921 году — заведующий подотделом по борьбе с бандитизмом Запорожской губернской ЧК.
В 1922 году — председатель Запорожского губернского исполнительного комитета совета рабочих и крестьянских депутатов, затем на советской и хозяйственной работе. В 1923—1924 годах — председатель исполнительного комитета Криворожского окружного совета. В 1925 году за разгром махновских банд награждён Орденом Красного Знамени. В 1927—1929 годах — председатель Днепропетровского окружного исполкома советов депутатов трудящихся. Избирался членом ВУЦИК и ЦИК СССР. В 1927 году издал в Днепропетровске свои мемуары «Заметки о подполье и вооружённой борьбе, 1918—1919» — уникальный источник по махновщине.
В 1936 году работал управляющим трестом «Мосстройдеталь». Проживал в Москве, Большой Спасоглинищевский переулок, д. 8, кв. 12.
2 ноября 1936 года был арестован. Военной коллегией Верховного суда СССР 25 мая 1937 года, по обвинению в участии в контрреволюционной террористической организации, осуждён к расстрелу. Приговор приведён в исполнение 26 мая 1937 года в Москве. Похоронен в Москве на Донском кладбище.
Определением военной коллегии Верховного суда СССР от 22 декабря 1956 года реабилитирован.